# 库尔泰蒙
库尔泰蒙（法語：Courtémont，法語發音：[kuʁtemɔ̃]）是法国马恩省的一个市镇，属于香槟沙隆区。

## 地理
库尔泰蒙（49°7'59"N, 4°47'0"E）面积10.57 平方千米，位于法国大東部大區马恩省，该省份为法国东北部内陆省份，北起阿登省，西北接埃纳省，西南接塞纳-马恩省，南至奥布省，东南接上马恩省，东临默兹省。
与库尔泰蒙接壤的市镇（或旧市镇、城区）包括：贝尔济约、多马尔坦苏昂、昂镇、图尔布河畔拉瓦勒、拉讷维尔欧蓬、图尔布河畔圣让、维埃纳城、维尔日尼。

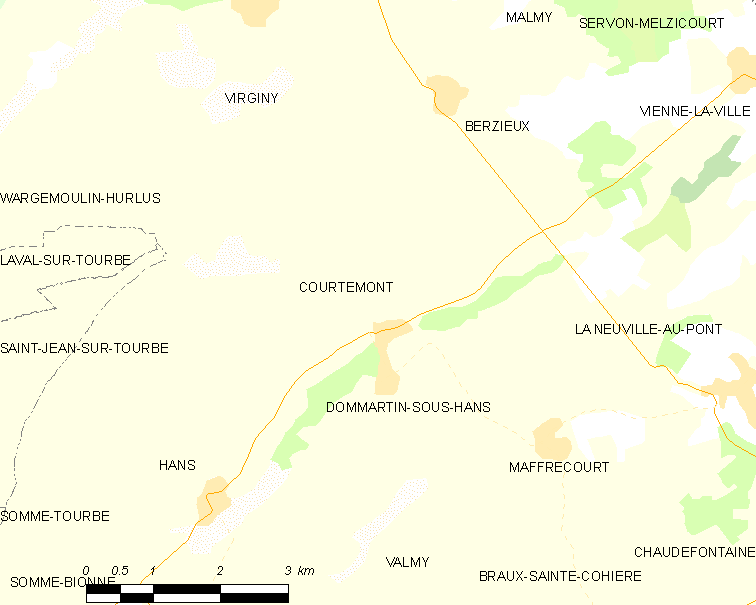
库尔泰蒙的OSM定位图

库尔泰蒙的时区为UTC+01:00、UTC+02:00（夏令时）。

## 行政
库尔泰蒙的邮政编码为51800，INSEE市镇编码为51191。

## 政治
库尔泰蒙所属的省级选区为阿戈讷-叙普-韦勒县。

## 人口

1962-2008年间库尔泰蒙人口变化图示

库尔泰蒙于2022年1月1日时的人口数量为62人。